# Axel Fredrik Bjurström
Axel Fredrik Bjurström, född 6 januari 1846 i Malmö, död 21 januari 1890 i Ystad, var en svensk tidningsman, bokförläggare och företagare. Han grundade den liberala morgontidningen Ystads Allehanda, som kom ut med sitt första nummer den 2 juli 1873. 

## Biografi
Axel Fredrik Bjurström föddes i Sankt Petri församling i Malmö som son till sadelmakarmästare Gabriel Bjurström och fru Caroline Gustava Hartman. Bjurström lärde sig redan som ung boktryckaryrket hos sin morbror F. A. Hartman som i Malmö gav ut tidningen Malmö Nya Allehanda. 
Samma år som tidningen grundades i Ystad flyttade Bjurström till Ystad från Malmö.
1877 gifte han sig med den unga Selma Maria Elisabeth Möller och de fick tillsammans sonen Einar Bjurström 1879. Axel Fredrik Bjurström avled i sviterna av en dubbelsidig lunginflammation i januari 1890. 

## Politisk hållning
Axel Fredrik Bjurströms ideologi gick ut på frihet utan bitterhet. Detta fastslogs redan i ett provnummer av YA den 18 juni 1873, nämligen att: "Tidningen ska redigeras i frisinnad anda och kommer därför med särskilt intresse arbeta för sådana reformer, som går ut på frihetens utveckling i politiskt och religöst hänseende samt folkets höjande i upplysning och välstånd. Att härvid alltid gå lugnt och humant till väga skall bliva vårt rättesnöre, enär de bittra utfallen, den utmanande eller ofördragsamma tonen, enligt vår övertygelse, mera skadar än gagnar frihetens sak". 
Ett citat som väl sammanfattar hans politiska uppfattning och motivet bakom tidningen Ystads Allehanda.